# Concilium provinciae
Un Concilium provinciae (llatí 'consell provincial') era una assemblea de delegats de totes les colònies i municipis d'una província romana, que un cop a l'any es reunien en la capital de la província per celebrar-hi cerimònies en honor del culte imperial presidides per un flamen —un sacerdot romà— elegit anualment pels representants de les ciutats més importants del consell. Aquest concilium el va establir August.
El dignatari elegit portava les finances del temple provincial d'August i de les seves festivitats, i va adquirir posteriorment una mena de control sobre tots els sacerdots de la província. Després d'haver participat en l'aspecte religiós de la cerimònia, el president convocava una altra reunió de les elits locals per discutir-hi problemes de la província, normalment econòmics, o per formar-hi delegacions enviades a Roma per resoldre disputes amb l'administració de l'imperi. El consell tenia potestat per criticar les actuacions del governador provincial, agrair-li les actuacions o denunciar-les davant de l'emperador. Així es podia exercir un cert control sobre el governant i s'establia un cert principi de representació popular.
A mesura que el culte a l'emperador va anar desapareixent per l'extensió del cristianisme, el concilium provinciae es va anar substituint pels òrgans del convent jurídic.